# もっと!ときめきメモリアル
もっと!ときめきメモリアルは、1995年4月15日から1996年3月30日まで文化放送系で放送されたラジオ番組。
放送曜日違いの同時間帯の前番組にあたる「ツインビーPARADISE」、「ツインビーPARADISE2」の流れを汲むコナミスポンサーによるラジオ番組で、PlayStation用ゲームソフト「ときめきメモリアル 〜forever with you〜」のタイアップも兼ねていた。
パーソナリティは丹下桜。決め台詞は「あなたのハートにときめきLOVE」。番組冒頭とエンディングではリスナーから投稿された恋のポエムが丹下桜によって読まれていた。
番組ディレクターは「ツインビーPARADISE2」より引き続きおたっきぃ佐々木が担当した。

## 概要
リスナーのお便りを紹介するトーク部分と、『ときめきメモリアル』のラジオドラマの30分構成。なお、ドラマや未公開トークなどを収めたCDが発売されるなどのメディアミックスも展開された。放送終了後も丹下桜の所属事務所などに「番組復活希望」のお便りが届くなど、当時絶大な人気を博した。
送られてきたお便りは恋愛関係の悩みについてがほとんどで真剣な内容だったため、当初は丹下はどう答えていいか戸惑い、おたっきぃ佐々木に相談して心を打たれた葉書を保管することになった。番組では自分を知ってもらうために表現し続けていくなかで、「桜さんだからあえて打ち明けます」といったものも多く届くようになったという。放送開始から半年後、今まで読めなかった葉書を読むことになり、自分の考えも思い切り言うことができ、1週間の30分だけながらリスナーから癒されたなど評価されたことで丹下自身も救われたと語っている。

## ステレオドラマ もっと!ときめきメモリアル
主人公・高見公人と、ヒロインである藤崎詩織を中心とするラジオドラマ作品。藤崎詩織への告白までの前期と、告白後から卒業までの後期の構成となっている。各話ごとに、異なる登場人物たちがフィーチャリングされている。また、先行して発売されたCDドラマとは世界観が繋がる設定になっている。
本ドラマは「全12話×各話4回の全48回」であるが、当初は前期に当たる六話(24回)まででラジオ番組は終了される予定だったが、番組のあまりの人気の盛り上がりから延長が決定された。

### あらすじ
1～6話
私立きらめき高校には、学園の敷地内にある「伝説の樹」と呼ばれる桜の巨木の下で告白して結ばれると、永遠に恋人同士でいられるという、恋する生徒たちにとっては憧れの伝説があった。
きらめき高校に入学した主人公・高見公人は、高校時代のうちに叶えたい夢を抱いていた。それは高校三年間で、幼馴染だがいつのまにか縁遠くなってしまった学園のアイドル・藤崎詩織に告白して恋人になりたいという、平凡な彼には高望みな夢であった。
女の子に関する情報通でクラスメイトの早乙女好雄にアドバイスされながらも、詩織に何とかアピールしたい公人は積極的に行動しようとする。だが、毎度のように個性的な女の子たちに振り回され、親衛隊を組織する鏡魅羅や、大富豪の伊集院レイ、人体実験しようとする紐緒結奈らには邪魔をされ続け、詩織とはすれ違いの連続となりいつも散々な目に遭ってしまう。
そんな優柔不断で振り回されっぱなしの公人だが、勉学・スポーツなどに励んだり、女の子たちとデートをしたりと高校生活を満喫していく。果たして公人は、伝説の樹の下で、詩織に告白することは出来るのか？
7～12話
伝説の樹の下で告白し、晴れて恋人同士になった公人と詩織。3年生になった公人は、詩織と一緒に名門『一流大学』に行くために、受験に向けて図書館で詩織と勉強に励んでいた。
花火大会では古式ゆかりの誘拐事件に巻き込まれたり、虹野沙希からの誘いでサッカー部の夏合宿に参加することになったり、好雄と如月未緒の文化祭での告白騒動や、早乙女優美の恋愛問題に関わったりと、相変わらず振り回されっぱなしの公人であったが、充実した高校生活を送っていた。
2月になり、一途に詩織のために勉強・スポーツ・イベントにと懸命に励んでいた公人に、周囲の女の子からの評価が急上昇し、難関の『一流大学』に合格したこともあって突然モテ始める。そうした状況に浮かれた公人だったが、詩織の気持ちを軽視する言動をしたために、周囲の評価は一転して急降下してしまい、女の子たちの間で悪い噂をされるようになる。
そんな中、詩織が密かに別の大学へ受験していることを知ってしまう。詩織は、公人が自分と付き合ったことに満足してしまい、「公人が将来の夢を持っていないのではないか？」と不安に感じていたのだ。
別の大学の受験に行った詩織は、大雪のため受験会場から帰れなくなってしまい、このままだと卒業式に出れなくなってしまう。好雄は紐緒結奈たちと共に詩織を迎えに行き、公人の書いた『詩織への手紙』を届ける。その詩織への手紙には、公人の『詩織への想い』と『将来の夢』について記されていた。
そして卒業の日。「伝説の樹の下で待っています」という手紙を受け取った公人は、多くの仲間たちに励ましを受けながら送り出され、詩織の待っている『伝説の樹』の下へと駆け出していく。そこで待っていた詩織が、「公人くん、あのね……」と公人への返事を告げようとした所で、物語は幕を閉じる。

### 登場人物
- 主人公以外のラジオドラマの登場人物については、「ときめきメモリアルの登場人物」を参照のこと。

高見公人
『もっと!ときめきメモリアル』における主人公。一緒の高校に入学した隣家の幼馴染である藤崎詩織に片思いしており、彼女と恋人関係になろうと努力しようとする。しかし、いつも個性的な女の子たちに振り回されたり伊集院レイの邪魔が入って、毎度のように詩織から「もう、知らない！」と呆れられてしまい、詩織との仲はなかなか進展しない。
高校入学したばかりの頃は、どちらかというと地味で平凡な少年であったが、憧れの詩織と付き合うために勉強・スポーツ・様々なイベントに参加するなど地道に努力を重ねていき、次第に周囲からも注目される存在になっていく。
誰とでも打ち解けやすい明るい性格をしており、お調子者で周囲に流されやすい。かなり重度の妄想癖があり、毎回のように1分近い「一人芝居」が始まり、好雄や詩織にツッコまれるのがお決まりのパターンとなっている。

### コーナー
きらめき高校投書箱
各ストーリーの後では、「きらめき高校投書箱」のコーナーがあり、一般リスナーからの質問のハガキに対して、出演キャストによる過激なトークが繰り広げられる。
このコーナーでは、「ドラマCDでここまでやって許されるのか」というほどの高見公人役の小野坂昌也のあまりの暴走ぶりが、視聴者だけでなく業界内でも話題となった。当初は叫び声が大きい程度であったが、次第に下ネタが増え、コーナー司会者のうえだゆうじへの膝蹴り、ボディ・プレスなども熾烈になっていくなど、凄まじいものであった。
マイクがぶつかっても、音が割れてもNGになることがなかったため、他の出演者たち・スタッフ・視聴者たちも「この番組では何をやっても良いんだ」と悟るようになり、さらに番組はヒートアップしていった。
おしゃべりピアス
ドラマCDに登場する女の子キャラクター達の中から、一人をフィーチャーした一人称形式の物語。3～5分程度のドラマCD。鏡魅羅が実は裕福な家の生まれではなく6人いる弟たちの面倒を見ている…など、ゲーム本編にはない裏設定などが描かれている場合もある。
セリフ集
ドラマCDに登場する女の子キャラクター達のセリフ集。家電やパソコンなどの効果音として設定することで、目覚まし時計・留守番電話・パソコンの起動音などに利用できる。
今日のお題
各話の後には「今日のお題」が提示され、出演者の紹介を兼ねて、各自から一言コメントしていく。「きらめき高校投書箱」のミニバージョンのような存在である。
ハートフル・カフェ
『もっと!ときめきメモリアル』のドラマ内に登場するラジオ番組、db-FMの「ハートフル・カフェ」のパーソナリティとして、長沢ゆりか本人も登場。丹下桜も1回のみ、同番組に登場。

### スタッフ
- 原作：コナミ株式会社
- プロデューサー：福武茂
- 企画：八木良子
- ディレクター：流石野孝
- シリーズ構成：あかほりさとる（前期）、あかほりさとる事務所（八話～）
- 演出：岩浪美和
- 効果：佐々木純一
- 音楽：コナミ矩形波倶楽部
- 録音ミキサー：平野延平（前期）、山下裕康（後期）
- 録音スタジオ：セントラル録音（前期）、プロセンスタジオ（後期）
- MAミキサー：山下裕康
- MAスタジオ：プロセンスタジオ
- コーディネート：松岡超
- ミュージックコンポーズ：メタルユーキ[8]、東野美紀、中村圭三、立石孝、村井聖夜、あきろぴと、NOR[9]

### 各話リスト
| 話数       | 各話サブタイトル | 回数   | 各回サブタイトル                          | 脚本                    | featuringキャラ         | おしゃべりピアス                |
| ---------- | ---------------- | ------ | ----------------------------------------- | ----------------------- | ----------------------- | ------------------------------- |
| 第一話     | 入学             | 第一回 | きらめき ハイスクールライフ!?             | あかほりさとる 山田靖智 | 鏡魅羅                  | 朝                              |
| 第一話     | 入学             | 第二回 | ドキドキ! ラブアタック!                   | あかほりさとる 山田靖智 | 鏡魅羅                  | 朝                              |
| 第一話     | 入学             | 第三回 | きめるぜ! テーマパーク                    | あかほりさとる 山田靖智 | 鏡魅羅                  | 朝                              |
| 第一話     | 入学             | 第四回 | とどめのイルミネーション                  | あかほりさとる 山田靖智 | 鏡魅羅                  | 朝                              |
| 第二話     | 体育祭           | 第一回 | ど根性! 炎のスカウト                      | 花田十輝                | 虹野沙希                | お弁当                          |
| 第二話     | 体育祭           | 第二回 | 乗り切れ! スタジアム                      | 花田十輝                | 虹野沙希                | お弁当                          |
| 第二話     | 体育祭           | 第三回 | おおマジ!? 特訓開始!                      | 花田十輝                | 虹野沙希                | お弁当                          |
| 第二話     | 体育祭           | 第四回 | 大逆転!? 土壇場の混合リレー               | 花田十輝                | 虹野沙希                | お弁当                          |
| 第三話     | 夏休み           | 第一回 | 燃えるぜ! サマーバケーション              | 吉田玲子                | 清川望                  | 恐怖のひととき                  |
| 第三話     | 夏休み           | 第二回 | ドドンと! 夏祭り                          | 吉田玲子                | 清川望                  | 恐怖のひととき                  |
| 第三話     | 夏休み           | 第三回 | メラメラ! 恋のジェラシー                  | 吉田玲子                | 清川望                  | 恐怖のひととき                  |
| 第三話     | 夏休み           | 第四回 | かならず! 愛は勝つ                        | 吉田玲子                | 清川望                  | 恐怖のひととき                  |
| 第四話     | 修学旅行         | 第一回 | ウキウキ! いい日旅立ち                    | 吉田玲子                | 朝日奈夕子              | バレンタインチョコ 購入大作戦！ |
| 第四話     | 修学旅行         | 第二回 | お手上げ! 愛の押し売り                    | 吉田玲子                | 朝日奈夕子              | バレンタインチョコ 購入大作戦！ |
| 第四話     | 修学旅行         | 第三回 | ソワソワ! ラブ・チャンス                  | 吉田玲子                | 朝日奈夕子              | バレンタインチョコ 購入大作戦！ |
| 第四話     | 修学旅行         | 第四回 | 負けるな! 愛のバトル                      | 吉田玲子                | 朝日奈夕子              | バレンタインチョコ 購入大作戦！ |
| 第五話     | クリスマス       | 第一回 | それぞれのクリスマス                      | あみやまさはる          | 館林見晴                | 一目惚れを信じます！            |
| 第五話     | クリスマス       | 第二回 | 背中で泣いたクリスマス                    | あみやまさはる          | 館林見晴                | 一目惚れを信じます！            |
| 第五話     | クリスマス       | 第三回 | すれ違いのクリスマス                      | あみやまさはる          | 館林見晴                | 一目惚れを信じます！            |
| 第五話     | クリスマス       | 第四回 | 白いクリスマス                            | あみやまさはる          | 館林見晴                | 一目惚れを信じます！            |
| 第六話     | 告白             | 第一回 | 勝負!冬のデート                           | 花田十輝                | 如月未緒                | いつかきっと…                   |
| 第六話     | 告白             | 第二回 | 哀しき冬の終わり                          | 花田十輝                | 如月未緒                | いつかきっと…                   |
| 第六話     | 告白             | 第三回 | 告白 ラストチャンス                       | 花田十輝                | 如月未緒                | いつかきっと…                   |
| 第六話     | 告白             | 第四回 | そして…メモリアル                         | 花田十輝                | 如月未緒                | いつかきっと…                   |
| 第七話     | 花火大会         | 第一回 | 思い出の花火大会                          | 花田十輝                | 古式ゆかり              | マフラーの秘密                  |
| 第七話     | 花火大会         | 第二回 | 必殺の潜入作戦                            | 花田十輝                | 古式ゆかり              | マフラーの秘密                  |
| 第七話     | 花火大会         | 第三回 | 空前の捜索作戦                            | 花田十輝                | 古式ゆかり              | マフラーの秘密                  |
| 第七話     | 花火大会         | 第四回 | 最後の夏の夜                              | 花田十輝                | 古式ゆかり              | マフラーの秘密                  |
| 第八話     | 夏合宿           | 第一回 | 高校最後の!夏休みです                     | 吉田玲子                | 紐緒結奈                | 決戦前夜                        |
| 第八話     | 夏合宿           | 第二回 | 代打部員!公人真剣です                     | 吉田玲子                | 紐緒結奈                | 決戦前夜                        |
| 第八話     | 夏合宿           | 第三回 | 思い込んだら!試練の道です                 | 吉田玲子                | 紐緒結奈                | 決戦前夜                        |
| 第八話     | 夏合宿           | 第四回 | 決戦!きみが勝利の女神です                 | 吉田玲子                | 紐緒結奈                | 決戦前夜                        |
| 第九話     | 学園祭           | 第一回 | 早乙女好雄 お気に召すままに               | あみやまさはる          | 早乙女好雄              | 親友への告白                    |
| 第九話     | 学園祭           | 第二回 | オバケ屋敷のジュリエッタ                  | あみやまさはる          | 早乙女好雄              | 親友への告白                    |
| 第九話     | 学園祭           | 第三回 | 恋するジュリエッタ                        | あみやまさはる          | 早乙女好雄              | 親友への告白                    |
| 第九話     | 学園祭           | 第四回 | 俺のジュリエッタ                          | あみやまさはる          | 早乙女好雄              | 親友への告白                    |
| 第十話     | 三学期           | 第一回 | ドキッ!突然の実習生                       | 花田十輝                | 早乙女優美              | お弁当に挑戦！                  |
| 第十話     | 三学期           | 第二回 | ラブ?恋の始め方                           | 花田十輝                | 早乙女優美              | お弁当に挑戦！                  |
| 第十話     | 三学期           | 第三回 | ガッカリ!これが恋の味?                    | 花田十輝                | 早乙女優美              | お弁当に挑戦！                  |
| 第十話     | 三学期           | 第四回 | いつかの冬の夕暮れ                        | 花田十輝                | 早乙女優美              | お弁当に挑戦！                  |
| 第十一話   | バレンタイン     | 第一回 | 春の…予感                                 | 山田靖智                | 伊集院レイ              | きっと来てくれる！              |
| 第十一話   | バレンタイン     | 第二回 | すれ違い・勘違い                          | 山田靖智                | 伊集院レイ              | きっと来てくれる！              |
| 第十一話   | バレンタイン     | 第三回 | 波乱のバレンタインイブ                    | 山田靖智                | 伊集院レイ              | きっと来てくれる！              |
| 第十一話   | バレンタイン     | 第四回 | 涙のバレンタインデー                      | 山田靖智                | 伊集院レイ              | きっと来てくれる！              |
| 第十二話   | 卒業             | 第一回 | 止まらないすれ違い                        | 花田十輝                | 美樹原愛                | 勇気をありがとう！              |
| 第十二話   | 卒業             | 第二回 | 手探りの二人の想い                        | 花田十輝                | 美樹原愛                | 勇気をありがとう！              |
| 第十二話   | 卒業             | 第三回 | 届け!最後のメッセージ                     | 花田十輝                | 美樹原愛                | 勇気をありがとう！              |
| 第十二話   | 卒業             | 第四回 | 夢のメモリアル                            | 花田十輝                | 美樹原愛                | 勇気をありがとう！              |
| プレミアム | Dear Twelve      | 01     | もっと！ときめきプレミアムトーク （前編） | 不明                    | パーソナリティー 丹下桜 | なし                            |
| プレミアム | Dear Twelve      | 02     | きらめき高校 危機一髪                     | 不明                    | パーソナリティー 丹下桜 | なし                            |
| プレミアム | Dear Twelve      | 03     | もっと！ときめきプレミアムトーク （後編） | 不明                    | パーソナリティー 丹下桜 | なし                            |
| プレミアム | Dear Twelve      | 04     | ときめきメモリアル Best Song Count Down   | 不明                    | パーソナリティー 丹下桜 | なし                            |
| プレミアム | Dear Twelve      | 05     | ときめきメモリアル人気投票                | 不明                    | パーソナリティー 丹下桜 | なし                            |
| プレミアム | Dear Twelve      | 06     | きらめき高校 名場面大賞                   | 不明                    | パーソナリティー 丹下桜 | なし                            |
| プレミアム | Dear Twelve      | 07     | きらめき高校投書箱 ダイジェスト           | 不明                    | パーソナリティー 丹下桜 | なし                            |

## エンディングテーマ
1年の放送の中で3回変更された。歌は全て長沢ゆりか。
- 第1期「MY Dear」
作詞：長沢ゆりか、作曲：土井潤一、編曲：村田利秋、歌：長沢ゆりか（1995年6月21日 KIDA-7602）
- 第2期「抱きしめてよ」
作詞：長沢ゆりか、作曲：長沢ゆりか、編曲：西脇辰弥、歌：長沢ゆりか（1995年11月22日 KIDA-7604）
- 第3期「彼には彼女がいたから」
作詞：白峰美津子、作曲：桃次郎、編曲：山内薫、歌：長沢ゆりか（アルバム「Crescendo」に収録 1995年12月6日 KICA-7678）

## ラジオドラマCD
- ステレオドラマ もっと！ときめきメモリアル Jun.featuring 鏡魅羅 (1995/6/21 KICA-7662)
- ステレオドラマ もっと！ときめきメモリアル Jul.featuring 虹野沙希 (1995/7/21 KICA-7664)
- ステレオドラマ もっと！ときめきメモリアル Aug.featuring 清川望 (1995/8/23 KICA-7665)
- ステレオドラマ もっと！ときめきメモリアル Sep.featuring 朝日奈夕子 (1995/9/21 KICA-7666)
- ステレオドラマ もっと！ときめきメモリアル Oct.featuring 館林見晴 (1995/10/25 KICA-7667)
- ステレオドラマ もっと！ときめきメモリアル Nov.featuring 如月未緒 (1995/11/22 KICA-7668)
- ステレオドラマ もっと！ときめきメモリアル Dec.featuring 古式ゆかり (1996/12/21 KICA-7683)
- ステレオドラマ もっと！ときめきメモリアル Jan.featuring 紐緒結奈 (1996/1/24 KICA-7684)
- ステレオドラマ もっと！ときめきメモリアル Feb.featuring 早乙女好雄 (1996/2/21 KICA-7685)
- ステレオドラマ もっと！ときめきメモリアル Mar.featuring 早乙女優美 (1996/3/23 KICA-7686)
- ステレオドラマ もっと！ときめきメモリアル Apl.featuring 伊集院レイ (1996/4/24 KICA-7687)
- ステレオドラマ もっと！ときめきメモリアル May.featuring 美樹原愛 (1996/5/22 KICA-7688)

## 放送局
- 第1回より放送
  - 文化放送・山梨放送・東海ラジオ
- 第27回より放送
  - ラジオ大阪・山形放送・北陸放送・静岡放送・山陰放送・南海放送・高知放送